# Szkice węglem (film)
Szkice węglem – polski film obyczajowy z 1956 roku na podstawie noweli Henryka Sienkiewicza Szkice węglem.

## Obsada
- Barbara Wałkówna − Marysia Rzepowa
- Wiesław Gołas − Wawrzon Rzepa
- Józef Zbiróg − Zołzikiewicz
- Stanisław Woliński − Burak, wójt Baraniej Głowy
- Joanna Poraska − dziedziczka Aneczka
- Tadeusz Chmielewski − dziedzic Skorabiewski
- Aleksander Michałowski − ksiądz pleban
- Hugo Krzyski − ksiądz Czyżyk
- Władysław Staszewski − karczmarz Szmul
- Stefan Bartik − chłop Gomuła
- Natan Meisler − Herszek
- Wilhelm Wichurski
- Zygmunt Chmielewski − naczelnik powiatu
- Grażyna Staniszewska − Jadwiga Skorabiewska
- Lech Ordon − geometra